# Torre de Saladavieja
La Torre de Saladavieja, anomenada també Torre de Sala Vieja, Torre de la Sal Vieja, Torre Azala Vieja i Torre Çelada Bieja, és una torre de guaita situada a Estepona (Màlaga), prop del far i Punta de Doncella, a uns 300 m de la platja. Està rodejada d'edificacions residencials de gran alçada.
Construïda a la segona meitat del segle XVI, és de planta circular, de forma troncocònica, fabricada amb maçoneria amb pedra vermella i maons a l'arc d'entrada i el matacà. El radi a la base és de 7,52 m. L'entrada està al nord, a 7,55 m d'alçada, i al sud hi ha una petita finestra quadrada de vigilància. La terrassa, amb un diàmetre exterior de 6 m, tenia capacitat per a un canó. Hi queden les restes d'un matacà i un garitó del segle XVIII.